# Список эпизодов телесериала «Мотель Бейтс»
Список эпизодов американского телесериала «Мотель Бейтс». Телесериал снят каналом A&E, авторы идеи — Карлтон Кьюз, Керри Эрин и Энтони Циприано. Шоу снято по мотивам культового фильма Альфреда Хичкока «Психо» 1960 года и расскажет о жизни Нормана Бейтса и его матери Нормы до событий, рассказанных в первом фильме и романе Роберта Блоха.

## Обзор сезонов
| Сезон | Сезон | Эпизоды | Оригинальная дата показа | Оригинальная дата показа |
| Сезон | Сезон | Эпизоды | Премьера сезона          | Финал сезона             |
| ----- | ----- | ------- | ------------------------ | ------------------------ |
|       | 1     | 10      | 18 марта 2013            | 20 мая 2013              |
|       | 2     | 10      | 3 марта 2014             | 5 мая 2014               |
|       | 3     | 10      | 9 марта 2015             | 11 мая 2015              |
|       | 4     | 10      | 7 марта 2016             | 16 мая 2016              |
|       | 5     | 10      | 20 февраля 2017          | 24 апреля 2017           |

### Сезон 1 (2013)
| № общий | № в сезоне | Название                                                            | Режиссёр         | Автор сценария                                                                              | Дата премьеры  | Зрители в США (млн) |
| --- | ---------- | ------------------------------------------------------------------- | ---------------- | ------------------------------------------------------------------------------------------- | -------------- | ------------------- |
| 1 | 1          | «Сначала сон, а следом — смерть» «First You Dream, Then You Die»    | Такер Гейтс      | Сюжет: Карлтон Кьюз, Керри Эрин, Энтони Киприано Телесценарий: Керри Эрин и Энтони Киприано | 18 марта 2013  | 3,04                |
| Вдова Норма Луиза Бейтс и её 17-летний сын Норман после внезапной смерти отца Нормана Сэма переезжают из Аризоны в городок Уайт-Пайн-Бэй, штат Орегон, где покупают обветшалый мотель и старинный дом рядом. Норма намерена открыть мотель заново и начать жизнь с чистого листа. В первый же день учебы в новой школе Норман знакомится с популярной местной девушкой Брэдли Мартин, которая приглашает его на вечеринку в город со своими друзьями. Норман также знакомится в школе с мисс Уотсон, преподавательницей английского языка и литературы. Пока Норман развлекается с Брэдли, бывший владелец мотеля Кит Саммерс врывается в дом и насилует Норму. Норман возвращается и оглушает Кита, после чего Норма в ярости убивает насильника кухонным ножом. Они прячут труп в ванной в одном из номеров мотеля. Норман также находит альбом с рисунками, на которых изображены пытки женщин. Ночью Норма и Норман знакомятся с шерифом Алексом Ромеро и его помощником Заком Шелби, которые по неизвестным причинам приехали осмотреть мотель. Следующей ночью Норман и Норма топят тело Кита в заливе. На утро семья с радостью смотрит, как рабочие устанавливают вывеску «Мотель Бейтс». В конце серии показывают молодую девушку, пристегнутую наручниками к трубе, кто-то входит и делает ей укол. |            |                                                                     |                  |                                                                                             |                |                     |
| 2 | 2          | «Хороший городок ты выбрала Норма...» «Nice Town You Picked, Norma» | Такер Гейтс      | Керри Эрин                                                                                  | 25 марта 2013  | 2,84                |
| Дилан Массетт, старший сын Нормы от первого брака, неожиданно приезжает погостить в Уайт-Пайн-Бэй и сразу же сеет раздор и напряжение в семье. Норман и Брэдли становятся свидетелями того, как машина её отца съезжает в кювет, а сам отец неизвестно где получил сильные ожоги. Тем временем Норман и его одноклассница Эмма Декоди, страдающая муковисцидозом, пытаются разгадать тайну альбома с рисунками. Шелби намекает Норме, что Уайт-Пайн-Бэй живёт за счёт нелегальных доходов и что весь городской совет и полиция замешаны в масштабном заговоре. Норма видит на столбе в центре городка горящий труп — свидетельство того, что «правосудие» здесь часто вершится во внесудебном порядке. Эмма и Норман натыкаются в близлежащем лесу на огромное поле марихуаны; два вооруженных охранника плантации гонятся за ними, но Эмме и Норману удаётся скрыться. |            |                                                                     |                  |                                                                                             |                |                     |
| 3 | 3          | «Что не так с Норманом?» «What's Wrong With Norman»                 | Пол А. Эдвардс   | Джефф Уодлоу                                                                                | 1 апреля 2013  | 2,82                |
| Норман теряет сознание в школе и попадает в больницу. Норма отрицает, что ранее с сыном случались подобные приступы. Дилан сообщает, что у него новая работа, не упоминая, что это охрана поля марихуаны с его новым напарником Итаном. Норма несмотря на рекомендации врачей забирает из больницы Нормана. Дома он признаётся, что спрятал у себя под кроватью принадлежавший Киту пояс для инструментов, который, однако, пропал после проведённого полицией обыска. Дилан советует Норману больше гулять и не позволять Норме «душить» его. Тем временем Шелби рассказывает Норме, что при обыске нашёл пояс, но не рассказал о нём Ромеро, потому что не хочет впутывать её в расследования исчезновения Кита; затем они целуются. Норману мерещится, что его мать приказывает ему вернуть пояс. Он проникает в дом Шелби, чтобы забрать его, но вместо этого обнаруживает в подвале девушку из альбома, которая является пленницей Шелби. |            |                                                                     |                  |                                                                                             |                |                     |
| 4 | 4          | «Доверься мне» «Trust Me»                                           | Йохан Ренк       | Керри Эрин                                                                                  | 8 апреля 2013  | 2,30                |
| Шелби возвращается домой, когда Норман ещё находится внутри. Дилан, проследивший за Норманом до дома, отвлекает Шелби, чтобы дать Норману достаточно времени для побега. Норма сообщает Норману, что он иногда видит и слышит то, чего нет на самом деле. В отсутствие заболевшей Эммы Норман всё больше сближается с Брэдли, которая оплакивает смерть своего отца. Тем временем Ромеро находит в бухте разлагающуюся руку с наручными часами Кита. Вечером того же дня Норман встречается с Брэдли у неё дома, и они впервые занимаются сексом; когда Норма узнает от Дилана о том, что Норман спит с девушкой, она расстраивается. В этот момент появляется полиция и арестовывает Норму за убийство Кита. |            |                                                                     |                  |                                                                                             |                |                     |
| 5 | 5          | «Вид на океан» «Ocean View»                                         | Дэвид Стрэйтон   | Джефф Уодлоу                                                                                | 15 апреля 2013 | 2,66                |
| Норман вносит залог за свою мать, и на следующий день её выпускают из тюрьмы. Дилан предлагает Норману съехать от матери и жить отдельно вместе с ним. Шелби уничтожает улики, обличающие Норму, и утверждает, что влюблён в неё. Тем временем Дилан одалживает 5 тысяч долларов у Итана, своего напарника по работе, для покупки собственного дома. На улице наркоман стреляет в Итана, Дилан спешит отвезти его в больницу, но уже слишком поздно, и Итан умирает. Шокированный Дилан ездит по городу, случайно вновь натыкается на этого наркомана и сбивает его машиной. За ужином Норман сообщает Эмме, что девушка из альбома существует на самом деле, и они находят её в лодке Кита. Они отвозят девушку, которую зовут Цзяо, обратно в мотель и показывают её Норме. Цзяо по фотографии в газете опознаёт Шелби как человека, который держал её в плену, что шокирует и ужасает Норму. |            |                                                                     |                  |                                                                                             |                |                     |
| 6 | 6          | «Правда» «The Truth»                                                | Такер Гейтс      | Карлтон Кьюз и Керри Эрин                                                                   | 22 апреля 2013 | 2,93                |
| Норман и Дилан находят спрятанный на лодке пояс Кита и выбрасывают его в залив, чтобы защитить Норму. Дилан встречается со своим начальником Гилом и сообщает о смерти Итана. Он также говорит, что расправился с убийцей Итана, и Гил поражён смелостью Дилана. Дилан знакомится с Ремо, новым напарником. Шелби обнаруживает в мотеле Цзяо, которая начинает убегать в лес, а Шелби следует за ней. Вернувшись, Шелби угрожает семье Бейтсов пистолетом и бьет Норму, которая падает на пол, а Норман в ярости набрасывается на него. В ходе перестрелки Дилан убивает Шелби ради спасения своих близких. Тем временем Норма рассказывает Дилану правду о смерти Сэма Бейтса: Норман убил своего отца в порыве ярости, увидев, как он избивает Норму, но совершенно ничего не помнит об этом и считает смерть отца несчастным случаем. Норма говорит Дилану, что Норман нуждается в защите. |            |                                                                     |                  |                                                                                             |                |                     |
| 7 | 7          | «Мужчина из девятого номера» «The Man In Number 9»                  | Си Джей Кларксон | Керри Эрин                                                                                  | 29 апреля 2013 | 2,98                |
| Ромеро прибывает на место преступления и придумывает официальную версию происшествия: он обнаружил, что Шелби и Кит Саммерс занимались нелегальным бизнесом, и в итоге убил Шелби в завязавшейся перестрелке. Тем временем Дилан знакомится с постоянным постояльцем мотеля Джейком Абернати, который до того, как Кит продал мотель, раз в два месяца бронировал девятый номер на неделю. Норма нанимает Эмму на работу в мотель в качестве уборщицы. Норман приручает бродячую собаку, которую называет Джуно. Норман отправляется в дом Брэдли, чтобы признаться ей в любви, но Брэдли говорит ему, что они не созданы друг для друга. Норман становится свидетелем того, как Джуно насмерть сбивает машина. |            |                                                                     |                  |                                                                                             |                |                     |
| 8 | 8          | «Мальчик и его собака» «A Boy & His Dog»                            | Эд Бьянчи        | Билл Балас                                                                                  | 6 мая 2013     | 2,71                |
| Норман приносит Джуно к отцу Эммы Уиллу Декоди, таксидермисту, который собирается сделать из собаки чучело. Он предлагает Норману тоже научиться этому ремеслу, и Норман соглашается. По просьбе директора школы Норма отводит Нормана на встречу с частным психиатром, который предполагает, что у Нормы есть проблемы с самоконтролем, а также с контролем своей жизни. Тем временем Джейк даёт Норме понять, что всё знает о бизнесе Шелби и Кита по торговле секс-рабынями. В отместку Норма выгоняет Джейка из мотеля. Дилан привозит в мотель ребят, которые будут собирать урожай марихуаны. Норма решает пригласить Дилана на ужин, чтобы поблагодарить его за привлечение новых клиентов, но находит у себя на кровати труп Шелби. |            |                                                                     |                  |                                                                                             |                |                     |
| 9 | 9          | «Безвыходное положение» «Underwater»                                | Такер Гейтс      | Керри Эрин и Карлтон Кьюз                                                                   | 13 мая 2013    | 2,48                |
| Норма получает записку с угрозами и решает выставить мотель на продажу. Она просит Ромеро помочь разыскать Джейка, но тот сообщает ей, что не может найти никакой информации об этом человеке. Чтобы успокоить её, Ромеро даёт задание патрулировать дом каждые полчаса. Дилан помогает Брэдли проникнуть в кабинет её покойного отца, где она находит любовные письма, которыми обменивались её отец и некто, скрывающийся за буквой «Б». Тем временем Эмма знакомится проживающим в мотеле с любителем марихуаны по имени Ганнер, который угощает её кексом с «травкой», и она впервые в жизни ловит кайф. Риелтор сообщает Норме, что продать мотель будет невозможно, а засудить его она не сможет, так как у него куча долгов и нет собственности. Норма в ярости бьёт его своей сумочкой и уходит. Когда она садится в машину, сзади её хватает Джейк. Он угрожает ей пистолетом и сообщает, что Шелби должен ему 150 тысяч долларов за продажу последней партии секс-рабынь. Джейк уверен, что эти деньги находятся у Нормы. Он требует следующей ночью принести данную сумму на пирс, в противном случае он намерен сначала убить её сыновей, а затем и её саму. В ужасе Норма соглашается. |            |                                                                     |                  |                                                                                             |                |                     |
| 10 | 10         | «Полночь» «Midnight»                                                | Такер Гейтс      | Керри Эрин и Карлтон Кьюз                                                                   | 20 мая 2013    | 2,70                |
| Норма рассказывает Ромеро о том, что Джейк требует у неё 150 тысяч долларов. Ромеро обещает Норме разобраться с этой ситуацией. Норма открывает Норману тайну: её брат постоянно насиловал её с 13 лет. Норман и Эмма решают пойти на школьный новогодний бал как пара. На танцах Норман не может оторвать взгляд от Брэдли, из-за чего разозлённая Эмма уходит домой, а ревнивый парень Брэдли бьёт Нормана по лицу. Норман с разбитым носом пешком идёт домой. По дороге его встречает мисс Уотсон, которая предлагает привести его в порядок и привозит к себе домой. Тем временем Норма становится свидетелем того, как Ромеро на пирсе стреляет в Джейка и убивает его. В доме мисс Уотсон Норман наблюдает, как его учительница раздевается, забыв закрыть дверь в спальню. В его голове начинает звучать голос Нормы, убеждающей Нормана, что мисс Уотсон соблазняет его. Норман прибегает домой и говорит Норме, что мисс Уотсон собиралась подвезти его, но дальнейшие события он не помнит. Труп мисс Уотсон с перерезанным горлом лежит на полу в луже крови, а на её шее висит кулон с буквой «Б», намекающий на то, что она могла быть тайной любовницей отца Брэдли. |            |                                                                     |                  |                                                                                             |                |                     |

### Сезон 2 (2014)
| № общий | № в сезоне | Название                                       | Режиссёр          | Автор сценария               | Дата премьеры  | Зрители в США (млн) |
| --- | ---------- | ---------------------------------------------- | ----------------- | ---------------------------- | -------------- | ------------------- |
| 11 | 1          | «Ушла, но не забыта» «Gone, But Not Forgotten» | Такер Гейтс       | Карлтон Кьюз и Керри Эрин    | 3 марта 2014   | 3,07                |
| Семья Бейтсов посещает похороны мисс Уотсон, после чего Брэдли, страдающая от депрессии, пытается покончить с собой, спрыгнув с моста. Спустя четыре месяца мотель Бейтсов становится популярным местом для отдыхающих. Норма беспокоится о Нормане, который увлёкся таксидермией и одержим мыслями о мисс Уотсон и её нераскрытом убийстве, в том числе часто посещает её могилу. Во время одного из посещений кладбища Норман видит пожилого мужчину у могилы и фотографирует его, предполагая, что он может быть убийцей мисс Уотсон. Он показывает фотографию шерифу Ромеро, который, пользуясь случаем, расспрашивает Нормана о его местонахождении в ночь убийства. Когда Норман предлагает ему отправить фотографию мужчины по электронной почте, тот не проявляет интереса. Благополучие мотеля и семьи Бейтсов оказывается под угрозой, когда начинается строительство нового объездного шоссе. Дилан узнаёт, что отец Брэдли встречался с мисс Уотсон и что Гил, её парень, скорее всего, убил его из ревности, когда узнал об их романе. Дилан рассказывает об этом Брэдли, которая убивает Гила и приходит к Норману, прося его о помощи. |            |                                                |                   |                              |                |                     |
| 12 | 2          | «Тень сомнения» «Shadow of a Doubt»            | Такер Гейтс       | Керри Эрин                   | 10 марта 2014  | 2,21                |
| Норман прячет Брэдли в подвале дома. Она признаётся, что убила Гила, и теперь хочет бежать из города. Тем временем Ромеро встречает на кладбище пожилого мужчину. Им оказывается Ник Форд, отец мисс Уотсон и глава семьи, контролирующей торговлю марихуаной в заливе Уайт-Пайн. Форд уверяет Ромеро, что его семья не имеет отношения к убийству Гила. Место Гила в иерархии наркобизнеса занимает Зейн Морган, который предполагает, что предыдущего босса убили представители конкурентов из соседнего города, и он намерен выяснить, кто именно это сделал. Кайл Миллер арестован после того, как его сперма была найдена внутри мисс Уотсон, но также обнаружен и другой неопознанный образец спермы. Чтобы сблизиться с Норманом, Норма записывается вместе с ним на кастинг для участия в любительском мюзикле. Норман нервничает, из-за затянувшегося прослушивания он не успевает вернуться домой и проводить Брэдли на автобус. Норман звонит Дилану, рассказывает про Брэдли, и просит его помочь девушке добраться до автобусной станции. Брат Нормы Калеб приезжает в город в поисках мотеля. |            |                                                |                   |                              |                |                     |
| 13 | 3          | «Калеб» «Caleb»                                | Лодж Кэрриган     | Александра Каннингем         | 17 марта 2014  | 1,84                |
| Эмма показывает Норману газету, в которой сообщается, что полиция обнаружила одежду и предсмертную записку Брэдли, которая теперь считается мертвой. Калеб приезжает в мотель и спрашивает Норму; он представляется Дилану, который говорит, что Норма никогда не упоминала о том, что у неё есть брат. Вернувшись домой, Норма сразу же выгоняет Калеба. Тем временем Норма заводит дружбу с Кристин, бывшим директором мюзикла, а также знакомится с братом Кристин Джорджем. У Нормана появляется новая подружка в театре — Коди Бреннан. Дилан и Калеб встречаются в городе, Дилан извиняется за поведение матери, и не понимает, в чем причина её злости. Калеб отвечает, что у них было сложное детство, их жестокий отец часто издевался над Нормой, а Калеб её защищал. Дома Норма отказывается говорить с Диланом спокойно и говорит, что в детстве именно Калеб насиловал её. Дилан не хочет в это верить, думая, что обвинения Нормы ложны. Разговор перерастает в драку между Норманом и Диланом, пока Норма не вмешивается и не сообщает, что Калеб — биологический отец Дилана. |            |                                                |                   |                              |                |                     |
| 14 | 4          | «Выписка» «Check-Out»                          | Джон Дэвид Коулз  | Лиз Тайглаар                 | 24 марта 2014  | 2,23                |
| Откровения Нормы оказывают сильное влияния и на её саму, и Дилана, которого Эмма находит в отключке в его грузовике. Норма отправляется в мотель Калеба, расположенный неподалёку, чтобы поговорить с ним, но не может набраться смелости и уходит. Разгневанный Дилан спрашивает Норму, почему она не сделала аборт и оставила его. Норма объясняет, что это послужило предлогом выйти замуж за своего школьного парня и покинуть родной дом, где брат её насиловал, а отец никак не защищал. Дилан обижается, что Норма использовала его, выдавая за сына бойфренда. Тем временем Норман, представив, как Калеб насиловал его мать, впадает в беспамятство и приходит в комнату Калеба в мотеле. Он нападает на Калеба в образе Нормы. Калеб избивает Нормана и покидает номер. Норман в бессознательном состоянии добирается до кафе. Он ничего не может сказать, работница кафе находит на его руке номер телефона Коди и звонит ей. Коди приезжает и забирает Нормана, который наконец выходит из транса, но ничего не помнит. |            |                                                |                   |                              |                |                     |
| 15 | 5          | «Иллюзионист-эскапист» «The Escape Artist»     | Кристофер Нельсон | Никки Тоскано                | 31 марта 2014  | 2,27                |
| Норман не признаётся Коди, что в прошлом у него уже были подобные провалы в памяти. На следующий день Норма знакомится с Коди, когда та заезжает за Норманом. Коди отводит Нормана в домик на дереве, где они занимаются сексом. Тем временем Ромеро поселяется в мотеле Бейтс после того, как Зейн сжёг его дом; позже он находит Зейна, избивает его и угрожает уничтожить его наркобизнес. Эмма рассказывает Норме о том, что намерена лишиться девственности с постояльцем мотеля Ганнером. Норма встречается на яхте с Ником Фордом, который, как она надеется, поможет остановить инициативу по строительству объездной дороги, которая, будучи одобренной, негативно скажется на мотеле. Ромеро предупреждает Норму держаться от Форда как можно дальше. Вскоре Норма узнаёт, что один из членов городского совета Ли Берман погиб в загадочной автокатастрофе. Дилан защищает Зейна во время стрельбы на улице и попадает в больницу, где знакомится со своим новым наркобоссом, сестрой Зейна Джоди. |            |                                                |                   |                              |                |                     |
| 16 | 6          | «Нырок» «Plunge»                               | Эд Бьянчи         | Керри Эрин                   | 7 апреля 2014  | 2,24                |
| Джоди забирает Дилана к себе домой, чтобы помочь ему оправиться от травм. Норма дистанцируется от Форда, и Кристин предлагает ей встретиться с мэром и попробовать занять вакантное место в городском совете. Тем временем Коди приглашает Нормана, Эмму и Ганнера искупаться в реке, но Эмма едва не тонет после прыжка в холодную воду. У Нормана случается очередной приступ, и он теряет сознание, находясь рядом с Коди. Беспокоясь за Нормана, Коди рассказывает об этом Эмме. Норман садится за руль машины, собираясь сдавать экзамен по вождению, но Норме звонит Эмма, и Норма вынуждена рассказать инструктору о провалах в памяти у Нормана. Разозлившись, Норман приходит домой к Коди и обвиняет её в предательстве. Их бурная дискуссия будит её отца Джимми, который начинает потасовку с Коди. Во время драки Норман сталкивает Джимми с лестницы в подвал, ломая ему шею и убивая. |            |                                                |                   |                              |                |                     |
| 17 | 7          | «Презумпция невиновности» «Presumed Innocent»  | Роксанн Доусон    | Александра Каннингем         | 14 апреля 2014 | 2,44                |
| Норме, ставшей членом городского совета, показывают её кабинет в мэрии, и она знакомится с членом совета Максом Боровицем. Ромеро приезжает, чтобы сообщить Норме о смерти Джимми, и отвозит её в полицейский участок. Нормана допрашивают о случившемся, а его ДНК берут на анализ. Норма встречает Коди в туалете участка и умоляет её не рассказывать полиции о том, что Норман страдает провалами памяти. Коди, оставшись сиротой, уезжает в Индиану к своей тёте. Перед отъездом она говорит Норману, что Норма что-то от него скрывает и он должен получить от неё ответы. Нормана освобождают из-под стражи, так как смерть Джимми признают несчастным случаем, но позже Ромеро сообщают, что ДНК Нормана совпадает со спермой, найденной ранее на теле мисс Уотсон. Зейн совершает налёт на склад Форда и оглушает Дилана прикладом ружья за отказ от участия в грабеже. |            |                                                |                   |                              |                |                     |
| 18 | 8          | «Выяснение отношений» «Meltdown»               | Эд Бьянчи         | Лиз Тайглаар и Никки Тоскано | 21 апреля 2014 | 2,10                |
| Ромеро начинает подозревать Нормана, узнав о его связи с мисс Уотсон. Норман отдаляется от Нормы из-за её отказа говорить о его провалах в памяти или психическом состоянии. Форд приезжает в мотель, чтобы попросить Норму организовать для него встречу с Диланом, и отмечает, что они занимаются одним и тем же бизнесом; Норма сообщает ему об их разрыве, и он советует ей поговорить с ним и помириться. На следующий день Форд снова приезжает в мотель и запугивает Норму, напоминая ей, что она в долгу перед ним за то, что он обеспечил ей место в городском совете, убив Ли Бермана. В конце концов Дилан встречается с Фордом, который предлагает убить Зейна, иначе семья Бейтсов окажется в опасности. Норман конфликтует с Нормой и кричит, что их отношения изменились и никогда не будут прежними. В отместку Норма уходит и занимается сексом с Джорджем. Ромеро рассказывает Норману, что за убийство мисс Уотсон был осужден Кайл Миллер, и пытается восстановить правду о событиях той ночи, но Норман убегает в свою комнату. Вскоре после этого неизвестный похищает Нормана, усыпив его хлороформом. |            |                                                |                   |                              |                |                     |
| 19 | 9          | «Ящик» «The Box»                               | Такер Гейтс       | Карлтон Кьюз и Керри Эрин    | 28 апреля 2014 | 2,25                |
| Норма возвращается домой и обнаруживает, что Норман пропал. Она проверяет мотель и сталкивается с Эммой, которая раздражена тем, что её не ставят в курс происходящих дел. Приспешники Форда держат Нормана в ящике в поле. Форд говорит Норме, что отпустит Нормана, если Дилан убьет Зейна; в противном случае Норман умрёт. Норман, запертый в замкнутом пространстве, теряет рассудок, и ему мерещится, что его мать говорит, что защитит его. Он также вспоминает, что произошло во время его отключки в доме мисс Уотсон: выясняется, что он перерезал ей горло, занимаясь с ней сексом, и украл её жемчужное ожерелье в качестве трофея. Дилан, не способный убить Зейна, докладывает Форду. Опасаясь за свою жизнь, Дилан случайно убивает Форда до того, как успевает узнать о местонахождении Нормана. Тем временем Ромеро встречается с полиграфологом, чтобы провести испытание Нормана на детекторе лжи. Он сообщает Норме, что её сын занимался сексом с мисс Уотсон в ночь её смерти, после чего Норма сообщает ему, что Форд похитил Нормана. |            |                                                |                   |                              |                |                     |
| 20 | 10         | «Непреложная истина» «The Immutable Truth»     | Такер Гейтс       | Карлтон Кьюз и Керри Эрин    | 5 мая 2014     | 2,30                |
| Ромеро находит Форда мертвым, а одного из его охранников — опустошающим сейф. Он убеждает его сообщить местонахождение Нормана, и Ромеро с Диланом находят и спасают Нормана. Вернувшись домой после больницы, Норман рассказывает матери, что, лёжа в ящике, вспомнил о том, как занимался сексом с мисс Уотсон и убил её. Ромеро настаивает на том, чтобы Норман прошел проверку на детекторе лжи. Норман составляет список дел, которые он должен выполнить: закончить работу с чучелами, рассказать Эмме об изнасиловании Нормы и отце Дилана, а также потанцевать с матерью. Норман берёт из ящика матери пистолет и патроны. После смерти Форда Джоди под принуждением Ромеро приглашает своего брата Зейна к себе домой, чтобы поговорить о будущем их бизнеса. Они ссорятся, Зейн расстреливает её в упор, после чего в дом входит Ромеро и убивает Зейна. Ромеро рассказывает Дилану «легенду» о том, как якобы развивались события в доме Джоди, и говорит, что теперь Дилану предстоит заполнить образовавшийся в городе вакуум. Норма находит дома прощальную записку Нормана и видит его, идущего по лесу с пистолетом; ей удается уговорить его не убивать себя. Норма собирается бежать из страны в Монреаль вместе с сыновьями, и в конце концов разрешает провести испытание на полиграфе. Когда Нормана спрашивают, убивал ли он мисс Уотсон, в нём проявляется личность его матери, и он отвечает «нет». Норман проходит тест и после его завершения сидит со зловещей улыбкой. |            |                                                |                   |                              |                |                     |

### Сезон 3 (2015)
| № общий | № в сезоне | Название                                 | Режиссёр          | Автор сценария                          | Дата премьеры  | Зрители в США (млн) |
| --- | ---------- | ---------------------------------------- | ----------------- | --------------------------------------- | -------------- | ------------------- |
| 21 | 1          | «Смерть в семье» «A Death In The Family» | Такер Гейтс       | Карлтон Кьюз и Керри Эрин               | 9 марта 2015   | 2,14                |
| Лето закончилось. Норман, ставший учеником выпускного класса, проводит свой первый день в школе и видит в галлюцинациях мисс Блэр Уотсон, учительницу, которую он убил в первом сезоне. Из-за этого Норма решает перевести его на домашнее обучение и назначает его менеджером мотеля. Дилан упрекает Норму за то, что она разрешила Норману спать в её кровати, и в результате она устанавливает некоторые границы в отношениях с Норманом. Тем временем Норма узнает, что её мать недавно умерла. Поначалу она не проявляет эмоций, но позже, поговорив с Диланом, смягчается. В город возвращается брат Нормы Калеб, который стремится наладить отношения с Диланом, ставшим для него единственным родным человеком. Тем временем Норман проявляет интерес к новой постоялице мотеля Аннике Джонсон, но в поисках нормальной жизни он решает наконец пригласить Эмму на свидание. Эмма также решает бросить школу и присоединиться к Норману на домашнем обучении. |            |                                          |                   |                                         |                |                     |
| 22 | 2          | «Клуб Аркан» «The Arcanum Club»          | Такер Гейтс       | Керри Эрин                              | 16 марта 2015  | 1,91                |
| Норма беспокоится, когда Анника пропадает из мотеля, особенно после того, как Норман врёт, что не был с ней накануне вечером, а Эмма заявляет обратное. Норма и Эмма обыскивают номер Анники и находят приглашение в «Арканум», джентльменский клуб на окраине города. Норма проникает на территорию клуба, но её ловит шериф Ромеро, который предлагает поискать Аннику. По дороге домой Норма сбивает машиной знак строительства объездной дороги. Тем временем Норман и Эмма идут на первое свидание и обсуждают секс как важный шаг во взрослую жизнь. Чик Хоган, бородатый хиппи, который живёт в лесу за холмом от хижины Дилана, заявляется в гости и обсуждает планы на «урожай» марихуаны. |            |                                          |                   |                                         |                |                     |
| 23 | 3          | «Убеждение» «Persuasion»                 | Тим Саузем        | Стив Корнаки и Элисон Эванс             | 23 марта 2015  | 1,92                |
| Шериф Ромеро просит Норму приехать в морг для опознания тела девушки, обнаруженного в реке. Норма успокаивается, когда видит, что это труп не Анники, но беспокоится, потому что она всё ещё не найдена. Ромеро встречается с Бобом Пэрисом, владельцем клуба «Арканум», чтобы узнать, не была ли девушка по имени Анника у него на вечеринке. В ответ Пэрис угрожает ему провалом на предстоящих выборах шерифа. В ходе установления личности мертвой девушки Ромеро знакомится с Маркусом Янгом, который заявляет, что баллотируется на пост шерифа, и клянется сместить Ромеро с этой должности. Тем временем Норма решает пойти на курсы бизнеса в местный муниципальный колледж, но по ошибке попадает на занятия по психологии. Профессор Джеймс Финниган предлагает ей свою помощь. Дома Норман всё больше расстраивается из-за того, что мать не доверяет ему, и теряет сознание, погрузившись ванну в надежде вспомнить события, предшествовавшие исчезновению Анники, чтобы понять, имеет ли он к этому отношение. Норма спасает его и укладывает спать. В мотель приезжает Анника с огнестрельным ранением в живот. Перед смертью она отдает Норме USB-накопитель и просит её использовать флешку, чтобы спасти себя и сына. |            |                                          |                   |                                         |                |                     |
| 24 | 4          | «Несокрушимые» «Unbreak-Able»            | Кристофер Нельсон | Эрика Липец                             | 30 марта 2015  | 1,71                |
| Норма полна решимости узнать, что находится на USB-накопителе, защищенном паролем. Она просит Дилана помочь ей в расшифровке. Норман становится все более подозрительным из-за смерти Анники и тайны, существующей между его матерью и сводным братом. Эмма пытается успокоить его, пригласив на пикник, во время которого он упоминает о предложении Нормы не заниматься сексом с больной Эммой. В ярости Эмма говорит Норману, что только она сама лучше всех понимает свои границы, после чего уходит. Тем временем Калеб получает травму в хижине, и Дилан оказывает ему помощь, узнавая больше об истории своей семьи. Норман следит за Диланом, обнаруживает Калеба и угрожает рассказать их матери, что Дилан её предал. Дилан умоляет его не портить хорошие отношения, которые он с таким трудом выстраивает с ней, но Норман его не слушает. Тем временем Боб Пэрис начинает поиски флешки, разгромив офис мотеля и отправив туда своего приспешника. Дилан, прогнав его, говорит Норме, что лучше спрятать флешку на его ферме. |            |                                          |                   |                                         |                |                     |
| 25 | 5          | «Сделка» «The Deal»                      | Нестор Карбонель  | Скотт Косар                             | 6 апреля 2015  | 1,76                |
| Норма попадает в аварию по вине мужчины, который говорит, чтобы она позвонила Бобу Пэрису и отдала ему флешку. Дилан навещает Норму в больнице и настаивает на том, чтобы она отдала флешку Ромеро на хранение. Тем временем Норман не помнит, что было прошлым вечером, думая, что Норма ушла в другом платье и что он уже рассказал ей о Калебе, хотя это не так. Он крадёт платье из шкафа Нормы. Ромеро встречается с Бобом, который признается, что искал флешку, на котором хранится важная для него информация. Ганнер находит и расшифровывает флешку, и на ней оказывается финансовые отчёты, в которых распределена прибыль от инвестиций в размере не менее 15 миллионов долларов (нелегальный доход от городской торговли марихуаной). Дилан рассказывает о содержимом флешки Норме, та рассказывает Ромеро, и они вдвоем навещают Боба Пэриса, который в обмен на флешку соглашается построить ей бассейн и разместить рекламный щит для мотеля возле объездной дороги. Когда её сыновья спокойно пытаются объяснить, что Калеб живёт у Дилана, разъяренная Норма собирает чемодан, в котором лежит пистолет, и уходит из дома. |            |                                          |                   |                                         |                |                     |
| 26 | 6          | «Норма Луиза» «Norma Louise»             | Фил Абрахам       | Керри Эрин                              | 13 апреля 2015 | 1,69                |
| Норма в истерике отправляется в Портленд, штат Орегон, где покупает новую одежду, меняет машину на более новую и в конечном итоге приезжает домой к Джеймсу, где рассказывает ему, что иногда Норман впадает в беспамятство, включая тот случай, когда он убил своего отца. Вернувшись домой, Дилан обнаруживает, то Норман тяжело переживает разлуку с матерью, что приводит к психическому срыву, когда Норман полностью перенимает личность Нормы, готовя Дилану завтрак в её халате и разговаривая как она. Тем временем шериф Ромеро получает ранение и попадает в больницу. Его навещает Маркус Янг, который говорит ему, что его время в качестве шерифа подходит к концу. Ромеро следует за Маркусом на парковку и убивает его выстрелом в голову. Норма понимает, что она всё ещё мать, и возвращается домой, чтобы исполнить желание сыновей и встретиться с Калебом, который, увидев её, со слезами на глазах просит прощения. |            |                                          |                   |                                         |                |                     |
| 27 | 7          | «Тайная вечеря» «The Last Supper»        | Эд Бьянчи         | Филип Бизер                             | 20 апреля 2015 | 1,69                |
| Дилан начинает сближаться с Эммой и узнает от её отца, что состояние здоровья девушки гораздо хуже, чем она хочет признавать. Тем временем Норма рассказывает Ромеро, где находится флешка, чтобы у него был рычаг давления на Боба. Ромеро обнаруживает, что имя его матери фигурирует в бухгалтерском реестре на флешке, что приводит его к неприятной конфронтации с отцом, отбывающим срок в тюрьме. Он узнаёт, что отец использует имя его матери, чтобы продолжать получать доход от наркоторговли. Тем временем Норма просит Джеймса помочь Норману, который, в свою очередь, задаёт доктору неуместные вопросы и в итоге нападает на него. Джеймс говорит Норме, что её сыну нужна помощь. Норма устраивает семейный ужин, чтобы сблизиться с Норманом. Дилан приглашает Эмму, а Норма — Калеба. Ромеро также заходит в гости. Присутствие Калеба на ужине сильно раздражает Нормана. |            |                                          |                   |                                         |                |                     |
| 28 | 8          | «Яма» «The Pit»                          | Роксанн Доусон    | Билл Балас                              | 27 апреля 2015 | 1,76                |
| В качестве выполнения условий сделки со флешкой Боб заставляет строительную бригаду вырыть яму для бассейна у мотеля Бейтсов, которая оказывается глубиной 23 фута (7 метров). Боб похищает и пытает Джеймса, чтобы выведать у него информацию о местонахождении флешки, и вынуждает рассказать о секретах Нормы. Когда Ромеро предупреждает Боба не связываться с Нормой, Боб рассказывает об отношениях Нормы с Джеймсом и об убийстве Норманом собственного отца. Ромеро вынужден прекратить общение с Нормой, когда она продолжает лгать, утверждая, что её муж погиб в результате несчастного случая. Тем временем Дилан и Калеб заняты перевозкой контрабандного оружия Чика в Канаду, но узнают, что целью этой подставной сделки было убийство Чика. Калеб спасает Дилана после завязавшейся перестрелки. Джеймс спешно уезжает из города, а также сообщает Норме, что обо всём рассказал Бобу. Норма предупреждает Нормана о возможной опасности, и между ними вспыхивает ссора. Во время очередного помутнения и сопутствующих галлюцинаций Норман гонится за своей собакой Джуно, которая сбежала из дома, и обнаруживает, что в город вернулась Брэдли. |            |                                          |                   |                                         |                |                     |
| 29 | 9          | «Не в своём уме» «Crazy»                 | Такер Гейтс       | Стив Корнаки, Элисон Эванс и Торри Спир | 4 мая 2015     | 1,73                |
| Брэдли просит Нормана объяснить матери, что она всё ещё жива. Однако приехав к своему дому, она обнаруживает, что её мать быстро оправилась от потери мужа и дочери. Брэдли чувствует себя никому не нужной и одинокой, она пытается склонить Нормана к сексу. Норману кажется, что в этот момент Норма находится рядом и явно не одобряет происходящее. Он вынужден оставить Брэдли и уйти домой, думая, что Норма сопровождает его. Тем временем Норма говорит Бобу, что отдаст ему флешку, и утверждает, что всё сказанное Джеймсом - неправда. Боб заявляет, что не в её положении торговаться. Норма обыскивает дом Ромеро, однако тот уже передал её УБН. Ромеро вновь требует сказать правду о смерти отца Нормана, чем вызывает бурную истерику и признание. Калеб сильно избивает Чика за то, что он намерено подставил под удар его с Диланом. Он забирает причитающуюся сумму и отдает все Дилану, говоря, что хочет на время залечь на дно. Перед отъездом он рассказывает Норме о давнишнем визите Нормана, который в мотеле напал на него и говорил от лица самой Нормы. Дилан отдает деньги отцу Эммы, чтобы девушку поставили первой в очередь на операцию по трансплантации легких. |            |                                          |                   |                                         |                |                     |
| 30 | 10         | «Психоз» «Unconscious»                   | Такер Гейтс       | Карлтон Кьюз и Керри Эрин               | 11 мая 2015    | 1,67                |
| Дилан узнаёт, что Калеб уехал из города. Отец Эммы звонит Дилану с известием, что она исчезла после того, как узнала о пересадке легких. Дилан находит её на берегу озера, Эмма боится, что ее организм отвергнет трансплантат и она умрет. Он называет её самой сильной женщиной, которую он когда-либо встречал, и они целуются. Тем временем сотрудники УБН планируют арестовать Боба у него дома, но Ромеро звонит и заранее предупреждает его о рейде. Боб отправляется к лодке на пристани, где его поджидает Ромеро. Боб начинает сравнивать его методы работы и характер с отцом, сидящим в тюрьме, и Ромеро стреляет почти в упор трижды. Норма встречается с администратором пансионата для душевнобольных в надежде поместить Нормана на лечение, но узнаёт, что стоимость пребывания начинается с 20 000 долларов в месяц. Она сообщает о визите в клинику Норману, который планирует уехать из города вместе с Брэдли. Норман и Норма ссорятся, в результате чего Норма оглушает Нормана, тащит его в подвал и звонит Дилану, который подтверждает, что Брэдли жива и инсценировала свою смерть. Норман выбирается из подвала и убегает с Брэдли, но видит в машине Норму, желающую поговорить с ней. В образе Нормы он вытаскивает Брэдли из машины и неоднократно бьет головой о придорожные камни, говоря при этом, что никто и ничто не разлучит «её» с сыном. Норман сталкивает машину в бухту Уайт-Пайн, а он и его воображаемая мать смотрят, как она погружается в воду. |            |                                          |                   |                                         |                |                     |

### Сезон 4 (2016)
| № общий | № в сезоне | Название                                                        | Режиссёр            | Автор сценария              | Дата премьеры  | Зрители в США (млн) |
| --- | ---------- | --------------------------------------------------------------- | ------------------- | --------------------------- | -------------- | ------------------- |
| 31 | 1          | «Опасен для себя и окружающих» «A Danger to Himself and Others» | Такер Гейтс         | Карлтон Кьюз и Керри Эрин   | 7 марта 2016   | 1,55                |
| Ромеро избавляется от тела Боба Пэриса, затопив рыболовецкий катер в заливе. Поскольку Норман пропал, Норма и Дилан беспокоятся о его здоровье. Фермер обнаруживает на поле невменяемого Нормана, в результате чего его помещают в психиатрическую клинику. Тем временем Дилан отправляется в Портленд, чтобы быть рядом с Эммой после пересадки легких, а Норма пытается добиться выписки Нормана из больницы. Врач-психиатр отказывается отпускать Нормана до окончания 48-часового периода наблюдения и укоряет Норму за то, что она никогда не показывала Нормана врачу в связи с его частыми помутнениями разума. Отчаявшись, Норма возвращается в пансионат Пайнвью, надеясь, что Норман будет госпитализирован как можно скорее, и знакомится с психиатром, доктором Эдвардсом. Поскольку у неё нет медицинской страховки, Норма просит Ромеро жениться на ней, чтобы она могла воспользоваться его страховкой, но он отказывается. Мать Эммы Одри пытается наладить контакт с дочерью после операции, но отец Эммы не желает её видеть. Когда Одри обращается за помощью к Норману, «мать» душит её до смерти собственным шарфом.                                                                           |            |                                                                 |                     |                             |                |                     |
| 32 | 2          | «Спокойной ночи, мама» «Goodnight, Mother»                      | Тим Соуцам          | Керри Эрин и Торри Спир     | 14 марта 2016  | 1,45                |
| Норман пытается вспомнить, что произошло накануне вечером. Он видит, как «мама» прячет тело Одри в морозильной камере в подвале. Тем временем Эмма впервые свободно дышит новыми легкими без кислородного баллона, к облегчению Дилана и ее отца. Ромеро приезжает в пансионат Пайнвью с деньгами для госпитализации Нормана. Однако, поскольку Норману уже исполнилось 18 лет, в учреждении требуется его подпись на бланках согласия. Норман обвиняет Норму в убийстве Одри, дав понять матери, что он совершил ещё одно убийство. Она обыскивает яму рядом с мотелем в поисках трупа, но обнаруживает только перчатку. Норман находит бланки согласия из Пайнвью в факсе мотеля. В этот момент он видит своего покойного отца, который говорит ему, что это Норма убила его и что она пытается обвинить Нормана во всех убийствах. Поведение Нормана пугает Норму, она убегает от него и зовет на помощь Ромеро. Вооружившись револьвером матери, Норман намекает, что им следует покончить с собой, поскольку им больше нечего делать в этом мире. Ромеро приезжает в дом Бейтсов, и Норма убеждает Нормана подписать форму о согласии, после чего увозят в пансионат Пайнвью.                                  |            |                                                                 |                     |                             |                |                     |
| 33 | 3          | «Пока смерть не разлучит вас» «Til Death Do You Part»           | Фил Абрахам         | Стив Корнаки и Элисон Эванс | 21 марта 2016  | 1,46                |
| Норма и Ромеро женятся, и после этого Ромеро переезжает в дом Бейтсов, чтобы их отношения выглядели настоящими. В качестве свадебного подарка Ромеро засыпает яму, но рабочий обнаруживает на месте одну из сережек Одри, что расстраивает Норму. Тем временем Дилан возвращается в Уайт-Пайн-Бэй, чтобы уволить Ганнера и выйти из наркобизнеса, но, приехав на ферму, обнаруживает, что Ганнер решил уйти сам. Чик приходит на ферму Дилана, чтобы отомстить Калебу, но Дилан сообщает ему, что не общался со своим отцом с тех пор, как тот сбежал из города. В пансионате Пайнвью Норман проходит первый сеанс терапии с доктором Эдвардсом, который давит на Нормана, чтобы тот поделился своими опасениями по поводу матери. Норман находится в противоречии, так как и сокрытие, и рассказ «правды» создадут проблемы для Нормы. Норма навещает Нормана, и между ними происходит жаркая перепалка в присутствии персонала и других пациентов. Бывшая девушка Ромеро Ребекка заявляется к нему в дом, беспокоясь, что может быть раскрыто её участие в схеме отмывания денег Боба. Ромеро советует ей не высовываться, и тогда она будет вне подозрений.                                                      |            |                                                                 |                     |                             |                |                     |
| 34 | 4          | «Зимние огни» «Lights of Winter»                                | Тимоти Джеймс Скотт | Том Сзентиогрги             | 28 марта 2016  | 1,52                |
| Норман и его товарищ Джулиан планируют побег из Пайнвью. Тем временем Норма и Ромеро сближаются в фиктивном браке, и он предлагает ради правдоподобия открыть совместный банковский счёт. Ребекка сообщает Ромеро, что Боб Пэрис хранит 3 миллиона долларов в банковской ячейке, к которой Ромеро находит ключ. Норма навещает Эмму, которая советует ей начать жить своей жизнью и не беспокоиться о Нормане. Эмма также планирует переехать в Сиэтл и просит Дилана отправиться вместе с ней. После посещения карнавала с Ромеро и неловкой встречи с Ребеккой Норма и Ромеро возвращаются домой и обнаруживают, что дом разгромлен. Тем временем Норман и Джулиан сбегают из Пайнвью и добираются до стриптиз-клуба. Джулиан дает Норману немного денег, и обоих по отдельности отводят в приватные комнаты. Когда Норман остаётся наедине с танцовщицей, появляется «мать», но их разговор прерывает драка между Джулианом и вышибалами. Доктор Эдвардс приезжает за Норманом, который переживает нервный срыв и принимает помощь доктора Эдвардса. |            |                                                                 |                     |                             |                |                     |
| 35 | 5          | «Преломление» «Refraction»                                      | Сара Бойд           | Эрика Липез                 | 11 апреля 2016 | 1,42                |
| Норма и Ромеро начинают убираться в доме, и она расстроена из-за её любимого витража, который был разбит во время налёта. Ромеро упоминает, что такие вещи случаются «когда ты замужем за шерифом». Он предостерегает Ребекку, которая, как он знает, вломилась в дом, держаться подальше. Норма спрашивает в городе о мастере-стекольщике, и Чик Хоган приезжает в дом для работы. Он узнаёт, что Калеб — брат Нормы. Тем временем Дилан отвозит Эмму домой в Уайт-Пайн-Бэй, а затем отправляется в Сиэтл на собеседование. В Пайнвью Норман начинает сеансы терапии с доктором Эдвардсом и, кажется, откровенно обсуждает большинства тем, за исключением своего отца. Он звонит, чтобы оставить голосовое сообщение Норме, которая навещает его в учреждении; доктор Эдвардс предполагает, что визит был в голове Нормана, что подтверждается, когда Норман волнуется, а «мать» начинает разговаривать с доктором. ик возвращается к Норме и говорит, что Калеб при знакомстве был представлен как отец Дилана. Он рассказывает Норме о своей ненависти к Калебу и просит её решить судьбу её брата. |            |                                                                 |                     |                             |                |                     |
| 36 | 6          | «Сейф» «The Vault»                                              | Олатунде Осунсанми  | Скотт Косар                 | 18 апреля 2016 | 1,33                |
| Норма снова встречается с Чиком, который угрожает рассказать общественности о её прошлом с Калебом и разрушить её брак с Ромеро. Норма идёт на чрезвычайные меры, по наводке Дилана находит Калеба и созванивается с ним. Во время противостояния с Чиком на мосту Норма угрожает ему револьверов, но не в состоянии застрелить его. Она в отчаянии разрешает Чику сделать всё возможное, чтобы разрушить её жизнь. Тем временем Ромеро отдаёт Ребекке ключ от сейфа, не прося никаких денег взамен. В Пайнвью доктор Эдвардс объясняет Норману, что такое диссоциативное расстройство идентичности и что во время помутнений разума в его сознании возникает личность «матери». Норман вспоминает, как ему было семь лет, и Норма пыталась уйти от его пьяного отца Сэма. Пока Норман прятался под кроватью, его отец изнасиловал Норму. Доктор Эдвардс просит поговорить с «Матерью», которая предупреждает, что Норман не должен говорить о вещах, о которых он не хочет говорить. Чик с помощью Ромеро доставляет витраж. Норма объясняет истинные намерения Чика и со слезами на глазах рассказывает о своём прошлом Ромеро, полагая, что он её бросит. Однако, узнав правду, Ромеро решает остаться с Нормой. |            |                                                                 |                     |                             |                |                     |
| 37 | 7          | «Нет места милее родного дома» «There's No Place Like Home»     | Нестор Карбонель    | Филип Бизер                 | 25 апреля 2016 | 1,35                |
| Норма рассказывает Ромеро о своей мечте отремонтировать дом Бейтсов, но её финансовое положение не даёт ей возможности осуществить задуманное. Ромеро показывает ей деньги, которые он забрал у Боба в ночь его убийства, и предлагает их, чтобы она могла начать воплощать мечту в жизнь. Во время работы в Пайнвью над созданием папье-маше. Норман находит газетную вырезку о браке своей матери с Ромеро. Норман звонит домой, Ромеро поднимает трубку, а Норма лжёт о причинах его пребывания там. После этого Норман приступает к реализации плана по возвращению домой. Тем временем Дилан расследует исчезновение Одри, когда Эмма теряет с ней связь. Он показывает Норме письмо Одри, найденное в комнате Нормана, и спрашивает её, как оно оказалось у Нормана. Впоследствии Дилан отдает письмо Эмме, которая в итоге решает, что исчезновение её матери — это акт отчаяния из-за безденежья. Несмотря на усилия доктора Эдвардса и Нормы удержать Нормана в Пайнвью, его отпускают и он возвращается домой. |            |                                                                 |                     |                             |                |                     |
| 38 | 8          | «Неверная» «Unfaithful»                                         | Стивен Суржик       | Фредди Хаймор               | 2 мая 2016     | 1,52                |
| Ромеро держится подальше от дома Бейтсов, чтобы помочь Норману приспособиться к нормальной жизни. Вскоре Норман сообщает ему о планах устроиться на вторую работу, самостоятельно оплачивать свою страховку и позволить Ромеро расторгнуть договорной брак с Нормой. Ромеро говорит ей, что Норману нужно рассказать об их истинных чувствах. Тем временем Ребекку задерживают в аэропорту сотрудники Управления по борьбе с наркотиками, утверждая, что на самом деле они преследуют Ромеро из-за связи с Бобом Пэрисом. В доме Бейтсов Норма, Ромеро и Норман ужинают вместе. Норман ссорится с матерью из-за того, что она впустила Ромеро в их жизнь, хотя сам Норман никогда не мог заводить подружек. Норман в гневе выбегает рубить дрова; Ромеро следует за ним. Норман приближается к шерифу с топором, но вместо нападения крушит сарай и заявляет, что ненавидит Ромеро. |            |                                                                 |                     |                             |                |                     |
| 39 | 9          | «Навсегда» «Forever»                                            | Тим Саузем          | Карлтон Кьюз и Керри Эрин   | 9 мая 2016     | 1,41                |
| Ромеро безуспешно пытается убедить Норму вернуть Нормана в Пайнвью. Норман изливает свои чувства доктору Эдвардс, пока Дилан и Ромеро тайно встречаются. Они оба беспокоятся за Норму и хотят снова поместить Нормана в больницу. Дилан находит серёжку Одри и спрашивает о ней у Нормы. Разгневанная Норма обвиняет Дилана в ревности к Норману. Дилан говорит, что она никогда не была для него матерью, и сообщает, что Ромеро тоже хочет вернуть Нормана в больницу. Дилан прощается с Норманом. Норма обвиняет Ромеро в том, что он действовал за её спиной, и прекращает их отношения. После этого Норма переживает нервный срыв на глазах у Нормана. Она оставляет записку для Ромеро и засыпает. Норман зажигает печь и закрывает все вентиляционные отверстия в доме, в результате чего угарный газ заполняет комнату Нормы. Ромеро приезжает и обнаруживает обоих без сознания на кровати. Он вытаскивает их на свежий воздух, но, судя по всему, ему не удаётся спасти Норму, и он рыдает. Очнувшись, Норман видит свою мать без сознания. |            |                                                                 |                     |                             |                |                     |
| 40 | 10         | «Норман» «Norman»                                               | Такер Гейтс         | Керри Эрин                  | 16 мая 2016    | 1,50                |
| Когда Нормана увозит скорая помощь, Ромеро допрашивает детектив, которая показывает ему записку Нормы с обручальным кольцом в конверте. Она упоминает, что Норма, возможно, совершила самоубийство, и Ромеро отправляется забирать Нормана из больницы. Норман упирается, они дерутся, и Ромеро обещает доказать, что Норман убил свою мать. Похоронное бюро приглашает Нормана для обсуждения прощальной церемонии. В морге Ромеро надевает кольцо на палец Нормы, а Норман позже снимает его в похоронном бюро. Ромеро идет на службу, на которой присутствует только Норман. Они снова дерутся, когда Норман возвращает ему кольцо. Управление по борьбе с наркотиками арестовывает Ромеро за лжесвидетельство, поскольку он ранее солгал о своей связи с Ребеккой. Норман выкапывает тело матери з могилы и забирает его домой. Чик приходит в дом, чтобы выразить соболезнования, и видит на диване труп Нормы. Визит Чика заставляет Нормана осознать, что Норма умерла. Норман собирается застрелиться из пистолета Нормы, но слышит музыку. Он обнаруживает, что дом нарядно украшен к Рождеству, а «Мать» играет на пианино.                                                                               |            |                                                                 |                     |                             |                |                     |

### Сезон 5 (2017)
| № общий | № в сезоне | Название                                            | Режиссёр           | Автор сценария                                                   | Дата премьеры   | Зрители в США (млн) |
| ------- | ---------- | --------------------------------------------------- | ------------------ | ---------------------------------------------------------------- | --------------- | ------------------- |
| 41      | 1          | «Тёмный рай» «Dark Paradise»                        | Такер Гейтс        | Керри Эрин                                                       | 20 февраля 2017 | 1,34                |
| 42      | 2          | «Конвергенция Твена» «The Convergence of the Twain» | Сара Бойд          | Элисон Эванс и Стив Корнаки                                      | 27 февраля 2017 | 1,28                |
| 43      | 3          | «Дурная кровь» «Bad Blood»                          | Сара Бойд          | Том Сзентиогрги                                                  | 6 марта 2017    | 1,28                |
| 44      | 4          | «Скрытое» «Hidden»                                  | Макс Тириот        | Торри Спир                                                       | 13 марта 2017   | 1,25                |
| 45      | 5          | «Мечты умирают первыми» «Dreams Die First»          | Нестор Карбонель   | Эрика Липез и Керри Эрин                                         | 20 марта 2017   | 1,36                |
| 46      | 6          | «Мэрион» «Marion»                                   | Фил Абрахам        | Карлтон Кьюз и Керри Эрин                                        | 27 марта 2017   | 1,30                |
| 47      | 7          | «Неразлучимые» «Inseparable»                        | Стеф Грин          | История: Фредди Хаймор и Эрика Липез Телесценарий: Фредди Хаймор | 3 апреля 2017   | 1,26                |
| 48      | 8          | «Тело» «The Body»                                   | Фредди Хаймор      | Эрика Липез                                                      | 10 апреля 2017  | 1,23                |
| 49      | 9          | «Часы посещения» «Visiting Hours»                   | Олатунде Осунсанми | Скотт Косар                                                      | 17 апреля 2017  | 1,22                |
| 50      | 10         | «Связь» «The Cord»                                  | Такер Гейтс        | Керри Эрин и Карлтон Кьюз                                        | 24 апреля 2017  | 1,41                |